# Табук
Табу́к (араб. تَبُوْك‎) — административный район на северо-западе Саудовской Аравии.
- Административный центр — город Табук.
- Площадь — 146 072 км², население — 791 535 человек (2010 год).

## История
Истории Табука 3500 лет. Регион отождествляется с Мадианской землёй.
Область пересекает Хиджазская железная дорога, сыгравшая свою роль в Арабском восстании.

## География
На севере граничит с административным округом Эль-Джауф, на востоке — с административным округом Хаиль, на юго-востоке — с административным округом Медина. На западе омывается Красным морем, на северо-западе — заливом Акаба.

## Административное деление
Административный округ делится на 6 мухафаз:
1. Эль-Ваджх
2. Дхуба
3. Хакиль
4. Табук
5. Тайма
6. Умлудж

## Администрация
Во главе административного округа (провинции) стоит наместник с титулом эмира, назначаемый королём из числа принцев династии Аль Сауд.

### Эмиры
Эмиры минтаки (губернаторы провинции):
- 1926—1930: Мухаммад ибн Абдул-Азиз Альшахл
- 1930—1931: Абдалла ибн Саад аль-Канаб
- 1931—1935: Абдалла ибн Саад Аль-Судайри
- 1936—1937: Сауд ибн Хизлол ибн Нассер Аль Сауд
- 1938—1950: Мусаид Сауд ибн Абдалла ибн Абдул-Азиз Аль Сауд
- 1950: Сулейман ибн Мухаммад Аль Султан
- 1950—1951: Абд ар-Рахман бин Мухаммад аль-Мохаред
- 1951—1955: Халид бин Ахмад[араб.] ас-Судайри
- 1955—1972: Муссад ибн Ахмед ибн Мохаммед аль Судайри
- 1972—1980: Сулейман бин Турки[араб.] ас-Судайри
- 1980—1986: принц Абдул-Маджид Аль Сауд, сын короля Абд аль-Азиза
- 1986—1987: принц Мамдух Аль Сауд, сын короля Абд аль-Азиза
- 1987 — н. в.: принц Фахд ибн Султан Аль Сауд, сын принца Султана ибн Абдул-Азиза